# Lago Sevan
Il lago Sevan (in armeno Սևանա լիճ?), già mare di Gegham (Գեղամա ծով) nell'antichità o in turco Gokcha (o Goktscha), che vuol dire “lago nero”, è il più grande lago dell'Armenia ed uno dei più grandi laghi d'alta quota al mondo.
Secondo la leggenda, nell'imminenza di una delle frequenti invasioni arabe, gli abitanti della città di Sevan, attraversando il lago gelato, si rifugiarono sulla vicina isola (oggi è una penisola) dove era situato il monastero di Sevanavank e qui si barricarono pregando Dio di salvare le loro vite. Quando gli arabi arrivarono, tentarono anch'essi di attraversare il lago ma il ghiaccio cedette facendoli affogare nelle acque ghiacciate. Gli armeni considerarono questo un intervento divino e poiché il lago ricoperto dai cadaveri degli arabi appariva nero lo chiamarono Sevan (Sev in armeno significa "nero").

## Geografia
È situato nella provincia di Gegharkunik, nella parte est dell'Armenia. Riceve l'acqua da 28 corsi d'acqua ed ha come unico emissario il fiume Hrazdan ma solo il 10% dell'acqua che abbandona il lago esce col fiume. Il rimanente 90% è soggetto a evaporazione.
Insieme al lago di Van e al lago di Urmia è uno dei tre laghi dell'antico Regno d'Armenia, soprannominati i "mari d'Armenia".
Il lago Sevan è un serbatoio naturale d'acqua dolce per l'Armenia.
Le città che sorgono sulle sue rive sono Gavar, Martuni, Sevan e Vardenis.
La superficie del lago, al 2022, si trova ad un'altezza di 1 900 m. Prima dell'intervento umano in epoca sovietica, aveva una profondità di 95 metri, una superficie di 1 360 km² (5% della superficie dell'Armenia), un volume di 58 km³ e un perimetro di 260 km.

## Storia
Il lago, in particolare l'isola vicino all'attuale città di Sevan, a partire dall'VIII secolo è diventata sede di alcuni monasteri. Qui si ebbero molti scontri tra cristiani armeni e arabi provenienti dalla Turchia. Famosa per la storia armena è la battaglia dell'859 in cui Re Ashot I  riuscì a respingere l'invasione araba.
Durante l'epoca sovietica si cominciò a pensare come sfruttare questa riserva d'acqua che però, data l'altitudine, ha un apporto idrico dovuto alle piogge pressoché uguale alla perdita causata dall'evaporazione.
Nel 1910 l'ingegnere civile Soukias Manasserian, uno degli ingegneri dietro al disastro del Lago d'Aral, pubblicò uno studio (”Evaporating billions and stagnation of the Russian Capital”) in cui proponeva di abbassare il livello del lago di 45 metri per ridurre la superficie di evaporazione e di sfruttarne l'acqua per l'irrigazione e la produzione idroelettrica.
Sotto Stalin il progetto fu modificato, ipotizzando di ridurre il livello dell'acqua di 55 metri, portando il perimetro del lago a 80 km ed il volume a soli 5 km³. Sulle terre emerse si sarebbero piantati noci e querce e si sarebbero introdotte nuove specie di trote per incrementare la pesca.

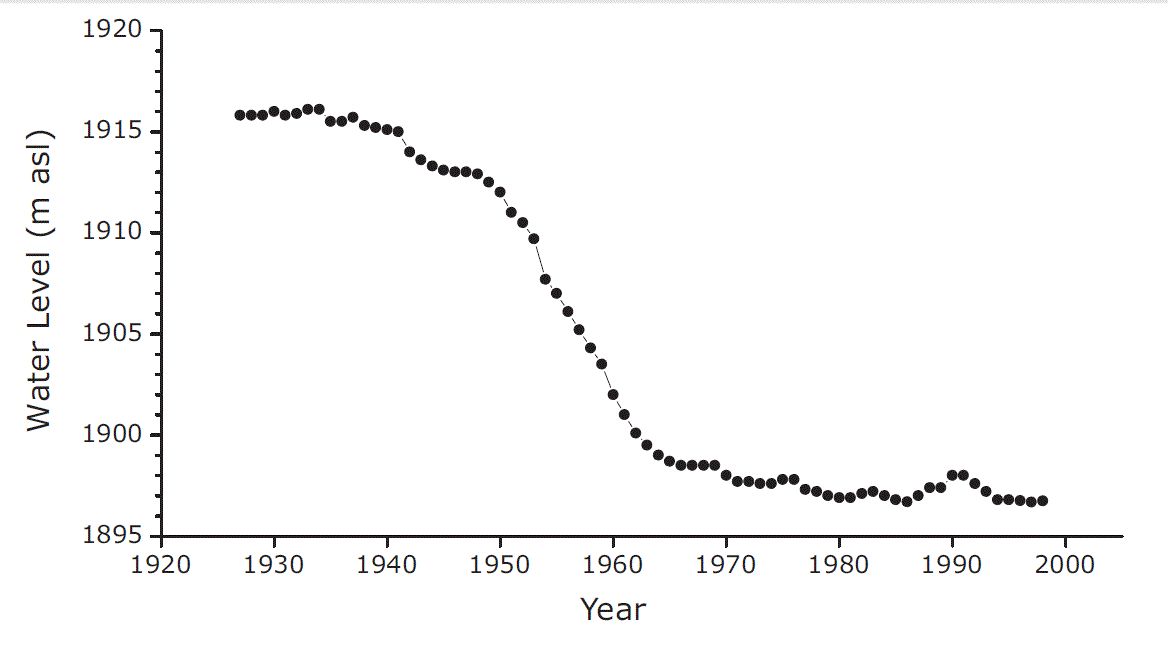
Livello del lago dal 1920 al 2000

Il Soviet Supremo dell'Armenia approvò il piano senza consultare la popolazione locale, iniziando i lavori nel 1933. Il letto del fiume Hrazdan fu abbassato e si iniziò a costruire un tunnel di 40 metri sotto il livello originale dell'acqua per la produzione idroelettrica. L'opera, ritardata dalla Seconda guerra mondiale, fu finita nel 1949 ed il livello dell'acqua cominciò a scendere di oltre un metro l'anno.
Alla fine degli anni cinquanta, il livello del lago era sceso di 19, 20 m e la superficie era di 1250 km². L'isola con il monastero di Sevanavank era ora collegata alla terraferma. Poi, con la morte di Stalin, si cominciò a rivedere il progetto, rendendosi conto del disastro ecologico che si stava compiendo.
Venne messo in piedi un “Comitato Sevan” e un programma di recupero dell'ecosistema, puntando a rialzare il livello dell'acqua e la prevista centrale idroelettrica sarebbe diventata termoelettrica.
Nel 1962 il livello dell'acqua si stabilizzò a 18 metri sotto quello originale ma due anni dopo il lago subì un fenomeno di eutrofizzazione. Si cominciò a pensare di apportare acqua da altri fiumi.
Nel 1970, un decreto del Comitato centrale rese obbligatoria la protezione e la razionalizzazione delle acque del Sevan.
Nel 1981 fu terminato un tunnel di 49 km che portava l'acqua del fiume Arpa (a partire da un invaso presso il villaggio di Kechut, sotto il comune di Jermuk) al lago presso Artsvanist ma il tunnel già dopo un paio di anni cominciò a danneggiarsi a causa di problemi geologici.

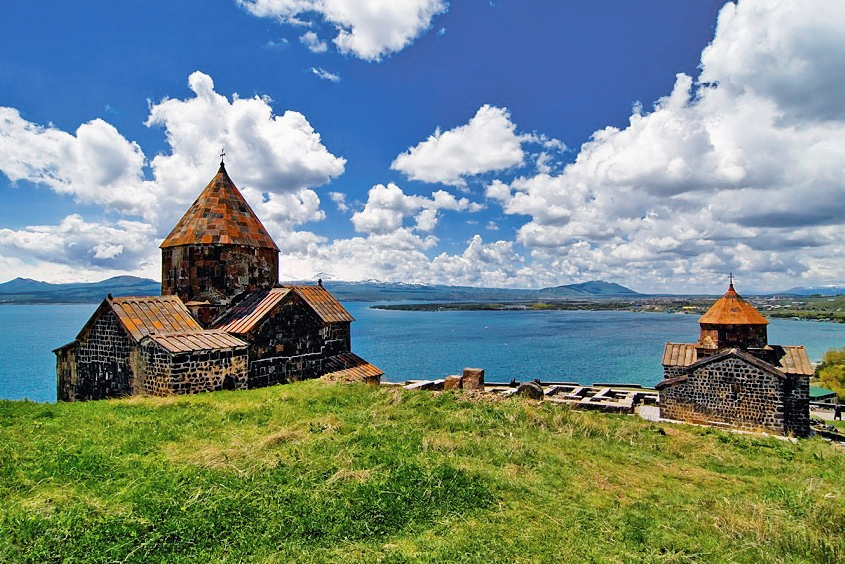
Una suggestiva inquadratura

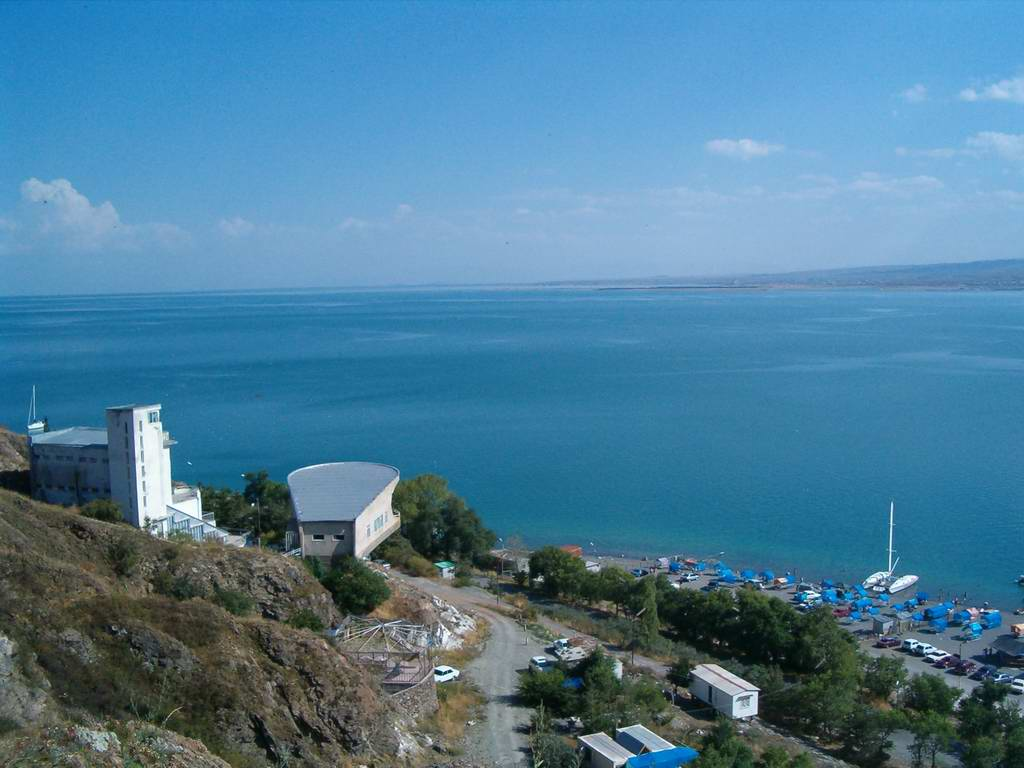
Una spiaggia lungo il lago

Il livello dell'acqua salì soltanto di 1,5 metri, così si iniziò un secondo tunnel di 22 km tunnel per prelevare acqua dal fiume Vorotan (più a sud di Kechut). I primi 18 km furono completati prima del collasso dell'Unione Sovietica, poi, in seguito alla disputa per il controllo del Nagorno-Karabakh ed il conseguente embargo da parte dell'Azerbaigian dal 1988 al 1997, i lavori furono interrotti.
Il governo armeno completò il tunnel nel 2003 ma l'intero complesso dei tunnel Vorotan-Arpa-Sevan, dedicato dal 2015 alla memoria di Yakov Zarobyan, un politico di epoca sovietica che si adoperò per la realizzazione del tunnel, è diventato completamente attivo solo dal 2020.
Il livello del lago è comunque risalito nei primi anni del 2000 fino a raggiungere i 1 900 m nel 2010.
Con l'abbassamento del lago sono emerse numerose spiagge e oggi Sevan è meta turistica, infatti l'Armenia non ha sbocchi sul mare e in estate la temperatura dell'acqua (18°-22°) consente la balneazione.

## Fauna
La trota di Sevan (Salmo ischchan) era una specie endemica del lago ma ora è minacciata dalla competizioni con altre specie introdotte dall'uomo, come il coregone (Coregonus lavaretus) del lago Ladoga, il pesce rosso (Carassius auratus) e il gambero turco (Astacus leptodactylus). Anche se quasi estinta nel suo lago d'origine la trota di Sevan sembra sia riuscita ad adattarsi alle acque del lago Issyk-Kul (Kirghizistan) dove è stata introdotta negli anni settanta.
Il lago è un importante sito di riproduzione per il gabbiano armeno (Larus armenicus) con circa 4000-5000 coppie di esemplari. Altri uccelli parte della fauna sono il cigno minore (Cygnus columbianus), l'oca lombardella minore (Anser erythropus), il fistione turco (Netta rufina), la moretta tabaccata (Aythya nyroca) e il gabbiano di Pallas (Larus ichthyaetus).
Anche il muflone, che qui si abbevera, sta soffrendo a causa del ridursi del suo habitat. Un altro frequentatore del lago minacciato di estinzione è il leopardo persiano (Panthera pardus tullianus).

## Monumenti

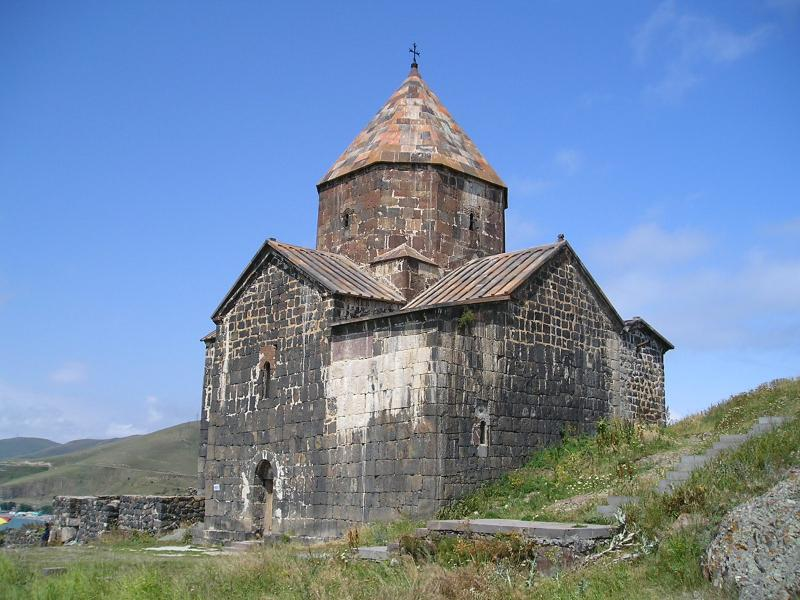
Monastero di Sevanavank

Sulle rive del lago sorgono alcuni monasteri che risalgono al medioevo. I più famosi sono Sevanavank, sulle sponde occidentali Hayrivank e verso sud Noraduz con il suo cimitero di khachkar, le tipiche croci armene di pietra.
L'abbassamento delle acque ha fatto riemergere numerosi manufatti dell'età del Bronzo, ora esposti a Erevan.